# 哈斯韋爾島
哈斯韋爾島（英語：Haswell Island）是南極洲的島嶼，位於瑪麗皇后地，屬於哈斯韋爾群島的一部分，由澳大利亞探險隊發現，以悉尼大學動物學家命名。
66°31′S 93°0′E / 66.517°S 93.000°E